# Сан-Мартино-Саннита
Сан-Мартино-Саннита (итал. San Martino Sannita) — коммуна в Италии, располагается в регионе Кампания, в провинции Беневенто.
Население составляет 1233 человека (2008 г.), плотность населения составляет 196 чел./км². Занимает площадь 6 км². Почтовый индекс — 82010. Телефонный код — 0824.
В коммуне 15 августа особо празднуется Успение Пресвятой Богородицы. Покровителем коммуны почитается святитель Мартин Турский, празднование 11 ноября.

## Демография
Динамика населения:

## Администрация коммуны
- Официальный сайт: http://www.comune.sanmartinosannita.bn.it